# Guevaria micranthera
Guevaria micranthera là một loài thực vật có hoa trong họ Cúc. Loài này được H.Rob. mô tả khoa học lần đầu tiên vào năm 1998.